# Guerrilla Oi!
Guerrilla Oi! es un grupo Oi!, combativo y agresivo, de ideología anticapitalista y antifascista procedente de Madrid. Tienen marcadas influencias de parte de grupos que cantan en castellano como R.I.P., Vómito o M.C.D, e incluso ingleses como The 4 Skins o Cockney Rejects. En sus inicios se denominaron “Vamos Pa La Fata”, aunque acogieron el nombre de "Guerrilla Oi!" al escuchar un fragmento de la versión de Las Vulpes de «Warhead» que termina nombrando la frase que después eligió el grupo. La mayoría de sus temas suelen ser crudos, comprometidos y de temática social. De su primer disco (Guerrilla Oi!) cabe destacar agresivos temas como «Antisocial», «Larga vida al Vietcom», «Presos» o «1939-1999». Del segundo, "¿Sabéis Contar?" son remarcables «Rebelión en la ciudad» y «Palestina»

## Discografía

### Guerrilla oi!
1. Antisocial
2. Disturbios y cerveza
3. Larga vida al vietcom
4. City boy
5. Sangre y miseria
6. Unidos para luchar
7. Presos
8. 20 años
9. 1939-99
10. Dani el violento

### ¿Sabéis Contar?
1. Rebelión en la Ciudad
2. El Estado es mi enemigo
3. Solo otra vez
4. El Eje del Mal
5. Turn Bulls (No podréis escapar)
6. No queremos
7. Cerdos Periodistas
8. Palestina
9. Tomás
10. Éxito en la Vida